# Pleistocerarius capensis
Pleistocerarius capensis är en insektsart som beskrevs av Matile-ferrero 1970. Pleistocerarius capensis ingår i släktet Pleistocerarius och familjen ullsköldlöss. Inga underarter finns listade i Catalogue of Life.